# فلم ماسالا

افلام الماسالا

أفلام الماسالا في السينما الهندية هي تلك التي تمزج بين عدة أنواع سينمائية في عمل واحد. ظهرت أفلام الماسالا في السبعينيات وما زال يتم إنتاجها حتى عقد العشرينيات. تمزج هذه الأفلام عادةً بين الحركة والكوميديا والرومانسية والدراما أو الميلودراما. كما تميل أيضًا إلى أن تكون أفلامًا موسيقية، وغالبًا ما تتضمن أغانٍ مصورة في مواقع خلابة.
سُمِّي هذا النوع نسبةً إلى الماسالا، وهي مزيج من التوابل في المطبخ الهندي. ووفقًا لصحيفة ذا هندو، فإن الماسالا هو النوع السينمائي الأكثر شعبية في السينما الهندية. تعود أصول أفلام الماسالا إلى السبعينيات، وهي شائعة في جميع الصناعات السينمائية الكبرى في الهند. ولا يزال إنتاج هذه الأفلام مستمرًا حتى منتصف عقد العشرينيات.

## صفاته
على الرغم من أن فيلم الماسالا لا يمتلك نوعًا محددًا أو حبكة تميز أسلوبه، إلا أن هناك بعض الخصائص التي تحدده. أولى هذه الخصائص هي تصميم مشاهد الفيلم. عند مشاهدة أي فيلم ماسالا، هناك دائمًا دمج لتصاميم مواقع تصوير متقنة، ورقصات موسيقية مُنسقة، ومشاهد بصرية مفعمة بالألوان، وأزياء زاهية. يمكن أن يُعزى ذلك إلى الطريقة التي يعبّر بها الهنود عن مشاعرهم وفقًا لكتاب ناتياشاسترا، الذي يصف الفكرة المقدسة لفن الأداء. وبحسب كتاب بوليوود: دليل إلى السينما الهندية الشعبية، فإن الأفلام الهندية تنبع جذورها من نظرية الجماليات الهندية القديمة، وهي الناتياشاسترا، حيث تُستخدم مفاهيم الراسا والبهافا لشرح كيفية عمل العواطف. كلمة راسا تعني "النكهة".
كلمة بهافا تعني أن تصبح أو، في هذا السياق، تشير إلى الشعور والحالة العاطفية التي يعيشها الشخص. أما راسا فتمثل تسعة نكهات: الحب، الفكاهة، الدهشة، الشجاعة، الهدوء، الغضب، الحزن، الخوف، والاشمئزاز. وفي الكتابة، غياب الراسا يعني غياب البهافا، أي بدون النكهة تصبح المشاعر منعدمة. وهناك نوعان أساسيان من البهافا: سثايي (دائم) وفايابيتشاري (مؤقت). من المبادئ الأساسية في نوع الماسالا أن المشاهدين يستمتعون بالانتقال عبر سلسلة من المشاعر أو الحالات العاطفية، مثل الغضب أو الاشمئزاز من الأشرار، والتأثر غالبًا حتى البكاء بسبب فقدان شخص ما، عادةً بالموت، والضحك على شخصية فكاهية، والاندهاش أو الافتتان بمشاهد الأغاني الاستعراضية، والشعور بالسعادة من أجل الحبيبين واتحادهم في النهاية. ومع ذلك، في الغرب، يتم بناء العواطف في القصص من خلال الحبكة. هذا المفهوم هو أحد الأعمدة الأساسية في كتاب فن الشعر لأرسطو، حين قال إن القصة هي بمثابة روح المأساة.
لصناعة قصة مؤثرة، هناك فكرة في كتاب فن الشعر لأرسطو تُعرف باسم التطهير أو التنفيس العاطفي. وهو يعني إطلاق المشاعر لدى الجمهور أثناء مشاهدتهم لمسرحية أو عرض فني، والتعبير عن أعمق مشاعرهم. عادةً ما يحدث هذا التنفيس العاطفي في ذروة القصة. وعند مشاهدة فيلم ماسالا، يكون الأمر أشبه بركوب قطار الملاهي، حيث يتم تصوير كل شعور من مشاعر الطيف العاطفي، مثل الغضب أو السعادة، داخل الفيلم.
الخاصية الثانية هي الموضوع. فعلى الرغم من أن أفلام الماسالا لا تمتلك حبكة أو نوعًا محددًا، إلا أن مواضيع معينة تظهر بوضوح، مثل الأساطير، والخرافات، والعائلة. وجود هذه المواضيع يعود إلى أن أفلام الماسالا متجذرة بقوة في الملاحم الهندوسية مثل المهابهاراتا والرمايانا، حيث تسرد قصصها أحداثًا تمتد عبر قرون أو حتى آلاف السنين، مركزةً على حياة العائلات الملكية سواء الإلهية أو البشرية. ولهذا السبب تحتل العائلة دورًا أساسيًا في حبكة أفلام الماسالا. كذلك، بسبب اعتمادها على الملاحم، هناك شعور رائع بالخيال في هذه الأفلام لا يمكن للجمهور أن يختبره في حياته الواقعية.
أما الخاصية الثالثة فهي أن أفلام الماسالا عادةً ما تكون أطول من الأفلام الغربية، حيث تتراوح مدة عرضها بين ساعتين إلى ثلاث ساعات أو أكثر. والسبب في ذلك مرتبط أيضًا بموضوع العائلة. فبما أن هذه الأفلام مستوحاة من الملاحم ونظرية الجماليات الهندية، فإن حجم القصة يجب أن يكون ضخمًا، وهو ما ينعكس في الفخامة البصرية للمواقع والتفاصيل وطول الوقت الذي تستحوذ فيه على انتباه الجمهور.

## تاريخه
وفقًا لعدد من النقاد والباحثين، فإن صانع الأفلام نصير حسين، إلى جانب الثنائي الكاتبين سليم–جاويد، اللذين يضمان سليم خان وجاويد أختر، كانوا من رواد أفلام الماسالا في أوائل السبعينيات. وقد اعتُبر فيلم "ذكريات من الماضي" (1973)، من إخراج حسين وكتابة سليم–جاويد، أول فيلم ماسالا بحسب العديد من المصادر.
ومع ذلك، يرى الناقد س. شانكار أن سينما التاميل قدمت سابقًا أفلامًا على نمط الماسالا، مشيرًا إلى فيلم "باراساكثي" (1952) كأول مثال، لكنه يميز بينها وبين أفلام الماسالا الحديثة.
بعد "ذكريات من الماضي"، واصل سليم–جاويد كتابة المزيد من أفلام الماسالا الناجحة خلال السبعينيات والثمانينيات. ومن أبرز المحطات في هذا النوع فيلم "أمار أكبر أنتوني" (1977)، من إخراج مانموهان ديساي وكتابة قادر خان. وقد استطاع مانموهان ديساي أن يستثمر هذا النوع بنجاح كبير خلال السبعينيات والثمانينيات.
فيلم "شولاي" (1975)، من إخراج راميش سيبي وكتابة سليم–جاويد، يُصنف أيضًا ضمن نوع أفلام الماسالا. يُطلق عليه أحيانًا مصطلح "الغربي بالكاري"، كنوع من اللعب اللفظي على مصطلح "الغربي بالسباغيتي". ومع ذلك، فإن التصنيف الأدق لهذا الفيلم هو "الغربي قطاع الطرق"، إذ إنه جمع بين تقاليد أفلام قطاع الطرق الهندية مثل "أم الهند" (1957) و"غونغا جمنا" (1961)، مع أسلوب أفلام الغرب الأمريكي التي اشتهرت بالسباغيتي. وقد أطلق فيلم "شولاي" موجة فرعية من أفلام "الغربي قطاع الطرق" خلال السبعينيات.
ساعدت أفلام الماسالا في ترسيخ مكانة العديد من الممثلين كنجوم كبار خلال السبعينيات والثمانينيات، مثل دارمندرا، جيتندرا، وأميتاب باتشان، فيما حققت سريديفي شهرتها في بدايات مسيرتها في بوليوود عبر أفلام الماسالا.
ومنذ التسعينيات، شهد هذا النوع نجاح العديد من الممثلين مثل سوني ديول، عامر خان، شاروخان، سلمان خان (ابن سليم خان)، أكشاي كومار وأجاي ديفجان في بوليوود؛ ميثون تشاكرابورتي، بروسينجيت تشاتيرجي، جيت، ديف وأنكوش هازرا في سينما البنغالية؛ إم. جي. راماشاندران، راجنيكانث، أجيث كومار، فيجاي، سورايا، فيكرام، دانوش، راغافا لورانس، سيفاكارثيكيان في كوليوود؛ إن. تي. آر، كريشنا، تشيرنجيفي، ماهيش بابو، ألو أرجون، جونيور إن. تي. آر، بالاكرشنا، برابهاس، ناجارجونا، رام شاران تيج وبافان كاليان في توليوود؛ جايان وبريثفيراج سوكوماران في مولييود؛ فيشنوفاردهان، أمبارش، دارشان، بونيث راجكومار، سوديب ويش في سينما الكانادا.
يُستخدم هذا الأسلوب كثيرًا في أفلام الهندية (بوليوود)، البنغالية (تولييود)، وأفلام جنوب الهند، لأنه يساعدها على جذب مجموعة واسعة من المشاهدين.
ومن أشهر صانعي أفلام الماسالا: ديفيد داوان، روهيت شيتي، أنيس بازمي وفاراه خان في بوليوود؛ شاجي كيلاس وجوشي في مولييود؛ شاكتيسامانتا، بيجوش بوس، بربهات روي، راج تشاكرابورتي، سريجيت موخيرجي، رابي كيناجي، أنجان تشودري، سوبان ساهه، هاراناث تشاكرابورتي، راجا شاندا، سوجيت موندال وراجيف كومار بيسواس في السينما البنغالية؛ كيه. راغافيندرا راو، إس. إس. راجامولي، بوري جاغاناد، تريفيكرام سرينيفاس، بوياباتي سرينو وسرينو فيتلا في السينما التيلجو؛ إس. شانكار، هاري، سيروثاي سيفا، بانديراج، إيه. آر. موروجادوس، كيه. في. أناند، إن. لينجوسامي وكيه. إس. رافي كومار في السينما التاميلية؛ وفي السينما الكانادية كان هناك في السبعينيات في. سوماشخار وكيه. إس. آر. داس؛ وفي الثمانينيات إيه. تي. راجو وجو سيمون؛ وفي التسعينيات كيه. في. راجو، أوم براكاش راو وشيفاماني؛ وفي الألفينات كيه. مادش وإيه. هارشا.
بعيدًا عن السينما الهندية، تم وصف فيلم "سلم دودغو مليونير" (2008) الحائز على جائزة الأوسكار من إخراج داني بويل والمبني على رواية "Q & A" التي فازت بجائزة بوكر للكاتب فيكاس سواروب، من قبل العديد من النقاد كفيلم "ماسالا"، وذلك بسبب الطريقة التي يدمج بها الفيلم "المكونات الخام المألوفة في ماسالا محموم" وينتهي بـ "العلاقات الرومانسية بين الأبطال". وهذا يعود إلى تأثير نوع أفلام الماسالا الهندية على الفيلم. وفقًا لما قالته لوفلين تانديان، فقد "دَرَسَ كاتب سيناريو فيلم سلم دودغو مليونير سيمون بوفوي سينما سليم-جافيد بشكل دقيق". يمكن أيضًا ملاحظة تأثير أفلام الماسالا الهندية في الأفلام الموسيقية الغربية. حيث صرح باز لورمان أن فيلمه الموسيقي الناجح "موليين روج!" (2001) كان مستوحى مباشرة من الأفلام الموسيقية الهندية.
عُرف عامر خان (ابن شقيق ناصر حسين) الذي بدأ مسيرته كطفل في أول فيلم ماسالا "ياودون كي بارات"، بأنه قد أعاد تعريف وتحديث أفلام الماسالا بطريقته الخاصة في السينما الاجتماعية الواعية في بداية القرن الواحد والعشرين. أفلامه تُدمج بين أفلام الماسالا التجارية الواقعية والسينما الموازية الواقعية، حيث تجمع بين قيم الترفيه والإنتاج للأفلام التجارية مع السرديات القابلة للتصديق والرسائل القوية للأفلام الواقعية، مما أكسبه النجاح التجاري والإشادة النقدية في الهند والخارج.

## التأثيرات
على الرغم من أن نوع أفلام الماسالا نشأ من أفلام بوليوود في السبعينيات، إلا أن هناك العديد من التأثيرات السابقة التي شكلت تقاليده. أولها كانت الملحمتان الهنديتان القديمتان "المهبهاراتا" و"رامايانا" اللتان كان لهما تأثير عميق على الفكر والخيال في السينما الهندية الشعبية، خاصة في السرديات. ومن أمثلة هذا التأثير التقنيات المستخدمة في القصص الجانبية، والقصص الخلفية، والقصة داخل القصة. كثيرًا ما تحتوي أفلام السينما الهندية الشعبية على حبكات تتفرع إلى حبكات فرعية؛ ويمكن رؤية هذا التوزيع السردي بوضوح في أفلام "خالناياك" (1993) و"غارديش". ثاني تأثير كان من دراما السنسكريتية القديمة، ذات الطابع المصقول والتركيز على الاستعراض، حيث كان يجتمع فيها الموسيقى و الرقص والإيماءات "لخلق وحدة فنية حيوية كان فيها الرقص والميم المركزيين في التجربة الدرامية." كانت الدراما السنسكريتية تعرف بـ "ناتيا"، المشتقة من الجذر "نريت" (الرقص)، مما يميزها كدراما استعراضية راقصة استمرت في السينما الهندية. التأثير الثالث كان من المسرح الشعبي التقليدي في الهند، الذي أصبح شائعًا من حوالي القرن العاشر مع انحسار المسرح السنسكريتي. تشمل هذه التقاليد الإقليمية "جاترا" في بنغال، و"رام ليلا" في أوتار براديش، و"تيروكوتو" في تاميل نادو. التأثير الرابع كان من المسرح الفارسي، الذي "مزج بين الواقعية والخيال، والموسيقى والرقص، والسرد والاستعراض، والحوار الأرضي وابتكار عرض المسرح، ودمجها في حوار درامي من الميلودراما. كانت المسرحيات الفارسية تحتوي على فكاهة مبتذلة، وأغاني وموسيقى لحنية، وحساسية واحتراف مسرحي مذهل."
كان التأثير الأجنبي الرئيسي هو هوليوود ، حيث كانت المسرحيات الموسيقية شائعة من عشرينيات القرن العشرين إلى خمسينياته، على الرغم من أن المخرجين الهنود ابتعدوا عن نظرائهم في هوليوود بعدة طرق. على سبيل المثال، اتخذت أفلام هوليوود الموسيقية من عالم الترفيه نفسه حبكتها. وبينما عزز المخرجون الهنود عناصر الخيال السائدة في الأفلام الهندية الشعبية، استخدموا الغناء والموسيقى كأسلوب طبيعي للتعبير عن مواقف معينة في أفلامهم. هناك تقليد هندي راسخ في سرد الأساطير والتاريخ والقصص الخيالية وغيرها من خلال الغناء والرقص. بالإضافة إلى ذلك، "بينما سعى المخرجون الهنود إلى إخفاء الطبيعة المصطنعة لأعمالهم بحيث سيطر السرد الواقعي تمامًا، لم يحاول المخرجون الهنود إخفاء حقيقة أن ما عُرض على الشاشة كان إبداعًا ووهمًا وخيالًا . ومع ذلك، فقد أظهروا كيف تقاطع هذا الإبداع مع الحياة اليومية للناس بطرق معقدة ومثيرة للاهتمام."  خلال سبعينيات القرن العشرين، استوحت أفلام بوليوود التجارية من تأثيرات أجنبية متعددة، بما في ذلك نيو هوليوود ، وسينما فنون القتال في هونغ كونغ ، وأفلام الاستغلال الإيطالية.

## داكويت الغربية
فيلم "شولاي" (1975) في بوليوود كان يُشار إليه غالبًا بـ "الغرب الأمريكي بالكاري". ومع ذلك، يعد تصنيف النوع الأكثر دقة للفيلم هو "دَكُويْت ويسترن"، لأنه يجمع بين تقاليد أفلام الدَكُويْت الهندية مثل "أم الهند" (1957) و"جونجا جومنا" (1961) مع تلك الخاصة بالأفلام الغربية السباغيتي. وقد أسهم "شولاي" في ظهور نوعه الخاص من أفلام "الدَكُويْت ويسترن" في بوليوود خلال السبعينيات.
أحد التأثيرات المهمة على السينما الهندية هو الفيلم الغربي . منذ إصدار فيلم The Great Train Robbery (1903) ، وهو أول فيلم غربي على الإطلاق، أصبح الغرب هو النوع الذي يميز السينما الأمريكية . بسبب طبيعتها وخصائصها، فهي تجذب الجمهور الأمريكي والعالمي. تنتشر الأفلام الغربية في أفلام بوليوود، وتحديدًا في فئة أفلام ماسالا. أول فيلم ماسالا، يادون كي بارات (1973)، هو فيلم غربي مستوحى. الفيلم الأكثر ارتباطًا بنوع ماسالا، شولاي ، له أيضًا جذور في الأيديولوجية الغربية . تُعرف هذه الأفلام باسم أفلام الكاري الغربية أو أفلام ماسالا الغربية - "دورة من الأفلام الهندية بدأت في أوائل سبعينيات القرن العشرين والتي استعارت وأعادت دمج عناصر من أفلام الغرب الأمريكية، وأفلام الغرب الإيطالية ، وأفلام السيوف اليابانية، وأفلام "الدكويت" (قطاع الطرق) في جنوب آسيا، من بين تأثيرات أخرى". ومع ذلك، تعرضت هذه الأفلام لانتقادات شديدة باعتبارها نسخًا رخيصة من الأفلام الغربية. يتناول أحد الكاتبين اللذين كتبا فيلم "شولاي " (1975)، جافيد أختر ، هذه الادعاءات في كتابه " الحديث عن الحياة: جافيد أختر في حوار مع نسرين موني كبير" ، حيث يقول: "قال بعض الناس إن تأثير سيرجيو ليون كان قويًا جدًا. نعم، كان هذا صحيحًا. لقد أحببنا أفلامه، وقد أثر علينا بالفعل، لكن أفلامًا أخرى أثرت علينا أيضًا".
بعد صعود أفلام الكاري الغربية، ابتعد نوع ماسالا عن الأنماط الغربية. ومع ذلك، فإن هذا لا يمنع أفلام ماسالا من استعارة الأفكار من هوليوود. يمكن رؤية هذه الفكرة خلال الثمانينيات والتسعينيات في أفلام بوليوود مثل Akele Hum Akele Tum (1995)، Kuch Kuch Hota Hai (1998)، Koi... ميل جايا (2003)، دار (1993)، وشالت تشالت (2003). كل هذه الأفلام لها قاسم مشترك وهو أنها عبارة عن إعادة إنتاج لأفلام هوليوود الكلاسيكية. الشيء المميز في هذه الأفلام التي تلهمها هوليوود هو أنها لا تسخر أو تنسخ بشكل صارخ؛ بل إنها تستعير تلك التفاصيل لصياغة قصتها الخاصة. تُعرف هذه الفكرة باسم العولمة المحلية . راشنا واديا ريتشاردز، أستاذة مشاركة ورئيسة قسم دراسات الأفلام والإعلام في كلية رودس ، صاغت هذا المصطلح في ورقتها البحثية "(ليس) كرامر ضد كومار: إعادة إنتاج بوليوود المعاصرة كفيلم ماسالا محلي عالمي"، حيث ناقشت فكرة أن أفلام الماسالا "تستعير من مجموعة من النصوص وتحولها، ولا ترفض التقاليد السينمائية الهندية "المحلية" تمامًا ولا تحاكي تمامًا اتفاقيات هوليوود "العالمية" السائدة". والسبب وراء عولمة أفلام الماسالا هو أن العالم أصبح أكثر عولمة وأن الجميع لديه الفرصة لمشاهدة أفلام لا تنشأ في منطقتهم الخاصة. إن المشاهدة باستخدام مواضيع أو أجهزة مشابهة سوف تساعد الناس على مشاهدة تلك الأفلام، ومن هنا يأتي عنصر الاقتراض من أفلام هوليوود لأن أفلام هوليوود هي معيار السينما العالمية .